# Boettgeria
Boettgeria é um género de gastrópode  da família Clausiliidae.
Este género contém as seguintes espécies:
- Boettgeria crispa (Lowe, 1831)
- Boettgeria deltostoma (Lowe, 1831)
- Boettgeria depauperata (Lowe, 1831)
- Boettgeria exigua (Lowe, 1831)
- Boettgeria jensi Neubert & Groh, 1998
- Boettgeria lorenziana Groh & Hemmen, 1984
- Boettgeria lowei Groh & Hemmen, 1984
- Boettgeria obesiuscula (Lowe, 1863)